# 홍예지 (배우)
홍예지(2002년 1월 31일~)는 대한민국의 배우이자 모델이다.

## 학력
- 동국대학교 연극학부 (2021학번 / 재학)

## 영화
- 2022년 영화 《스쿨 카스트》
- 2022년 영화 《이공삼칠》
- 2024년 영화 《보통의 가족》 - 혜윤 역

## 드라마
- 2024년 KBS2 월화 드라마 《환상연가》 ... 연월 역
- 2024년 MBN 주말 미니시리즈 《세자가 사라졌다》 ... 최명윤 역

## 수상 목록
- 2024년 KBS 연기대상 여자 신인상 《환상연가》